# 格雷戈里·贝特森
格雷戈里·贝特森（Gregory Bateson，1904年5月9日—1980年7月4日）是一位英国人类学家、社会科学家、语言学家、视觉人类学家、符号学家、控制论学者，他的著作还贯穿了许多其他学科。1940年代他帮助将系统论/控制论扩散至社会/行为科学领域，晚年致力于发展一种认识论的“元科学”，统一系统论的各种早期形式。他的主要言论包含在《迈向心智生态学之路》（1972）和《心灵与自然》（1979）中。《天使的恐惧》（1987年格雷戈里死后出版）是与女儿玛丽·凯瑟琳·贝特森合写。